# Шиляк, Эрмин
Эрмин Шиляк (словен. Ermin Šiljak; 11 мая 1973 года, Любляна) — словенский футболист, центральный нападающий. После окончания спортивной карьеры, недолгое время был главным тренером клуба «Олимпия». В разные годы становился чемпионом Словении, Швейцарии и Швеции, становился обладателем Кубков Словении и Швейцарии, побеждал в Кубке Интертото.

## Клубная карьера
Профессиональную карьеру Шиляк начал в клубе «Свобода», в основной команде которой он дебютировал в 1992 году. Вскоре он перешёл в один из сильнейших словенских клубов «Олимпию». В «Олимпии» Шиляк дважды стал чемпионом Словении, завоевал национальный Кубок, а в сезоне 1995/96 стал лучшим бомбардиром чемпионата, так же в это время он становится основным игроком сборной Словении. В 1996 году он покидает чемпионат Словении и переходит во французскую «Бастию», в дальнейшем Шиляк сменил ряд иностранных клубов, нигде не задерживаясь более чем на 3 сезона. В общей сложности за свою карьеру Шиляк поиграл в чемпионатах 7 разных стран. Завершил карьеру Шиляк в 2006 году в бельгийском «Мускроне».

## Карьера в сборной
В составе национальной сборной Шиляк провёл 48 матчей, в которых забил 14 мячей. Принимал участие в чемпионате Европы 2000 года.

## Достижения
«Олимпия»
- Чемпион Словении: 1993/94, 1994/95
- Обладатель Кубка Словении: 1995/96

«Бастия»
- Обладатель Кубка Интертото: 1997

«Серветт»
- Чемпион Швейцарии: 1998/99
- Обладатель Кубка Швейцарии: 2001

«Хаммарбю»
- Чемпион Швеции: 2001

«Далянь Шидэ»
- Финалист Кубка Китая: 2003

«Мускрон»
- Финалист Кубка Бельгии: 2005/06

Индивидуальные
- Лучший бомбардир чемпионата Словении: 1995/96 (28 голов)
- Лучший бомбардир Лиги чемпионов АФК: 2004 (7 голов)
- Лучший бомбардир отбора к чемпионату Европы: 2004 (9 голов)